# Halophila ovalis
Halophila ovalis är en dybladsväxtart som först beskrevs av Robert Brown, och fick sitt nu gällande namn av Joseph Dalton Hooker. Halophila ovalis ingår i släktet Halophila och familjen dybladsväxter. IUCN kategoriserar arten globalt som livskraftig.

## Underarter
Arten delas in i följande underarter:
- H. o. bullosa
- H. o. linearis
- H. o. ovalis
- H. o. ramamurthiana